# Sauvagesia serrata
Sauvagesia serrata là một loài thực vật có hoa trong họ Ochnaceae. Loài này được (Korth.) Sastre miêu tả khoa học đầu tiên năm 1971.